# Karl Prinz von Ratibor und Corvey

Karl Prinz von Ratibor und Corvey

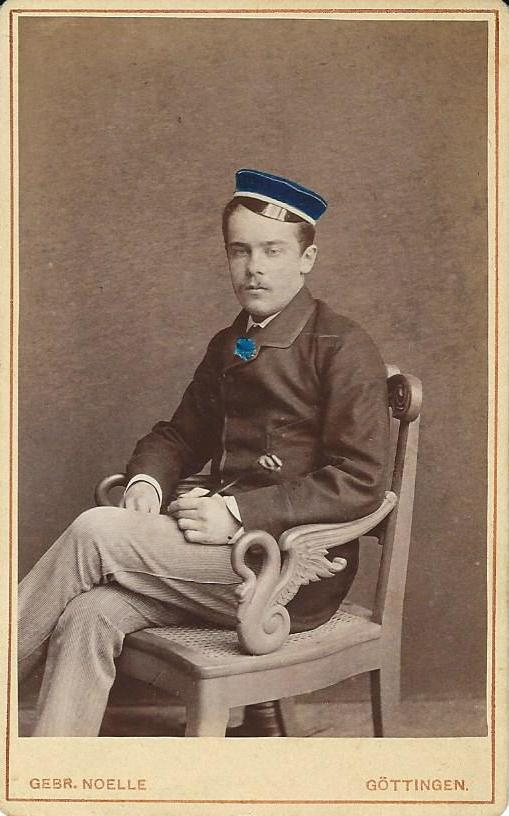
Karl Prinz zu Ratibor und Corvey als Student in Göttingen, 1879

Karl Egon Prinz von Ratibor und Corvey, Prinz zu Hohenlohe-Schillingsfürst, (* 7. Juli 1860 auf Schloss Rauden; † 11. April 1931 auf Schloss Corvey) war ein deutscher Jurist und Politiker.

## Leben
Er stammte aus dem Geschlecht Hohenlohe-Schillingsfürst. Sein Vater war Victor I. Herzog von Ratibor, die Mutter Amalie von Fürstenberg.
Ratibor studierte Rechtswissenschaft an der Georg-August-Universität Göttingen und der Rheinischen Friedrich-Wilhelms-Universität Bonn. Er war seit 1882 Mitglied des Corps Borussia Bonn und seit 1890 des Corps Saxonia Göttingen, wo er als Student schon Conkneipant gewesen war. Er wurde zum Dr. iur. utr. promoviert. Anschließend absolvierte er den üblichen Vorbereitungsdienst in der preußischen Rechtspflege und Verwaltung. Im Jahr 1887 wurde er zum Regierungsassessor ernannt. Von 1887 bis 1896 war er Landrat im Landkreis Lublinitz. Seit 1896 war er Polizeidirektor in Wiesbaden mit dem Ehrentitel eines Polizeipräsidenten. Von 1902 bis 1910 war er Regierungspräsident im Regierungsbezirk Aurich und von 1910 bis 1911 Regierungspräsident im Regierungsbezirk Koblenz. Zwischen 1911 und 1919 war er Oberpräsident der Provinz Westfalen. Im selben Jahr verließ er den Staatsdienst. Im Zusammenhang mit seiner Funktion als Oberpräsident war er auch Kurator der Westfälischen Wilhelms-Universität und des Westfälischen Altertumsvereins. Weitere Ehrenämter übte er in verschiedenen Bereichen der Kanalverwaltungen aus. Er gehörte dem Provinziallandtag der Provinz Schlesien an. In Wiesbaden und Aurich sind Straßen nach ihm benannt (Prinz-Ratibor-Straße).